# SPECULOOS-3
SPECULOOS-3（LSPM J2049+3336という名称でも知られる）とは、地球からはくちょう座の方向に54.6光年離れた位置に存在するスペクトル分類がM6.5の赤色矮星である。これは、知られている中で最も小さい恒星の1つで、太陽に比べはるかに低温で暗く、小さい。質量は太陽の0.1倍、光度は太陽の0.08%である。有効温度は2,800 K (2,530 °C) で、太陽（5,772 K）の半分以下である。この恒星の周囲を1つの太陽系外惑星が公転していることが知られており、TRAPPIST-1に続いて惑星系を持つことが発見された2番目の超低温矮星である。

## 特徴
SPECULOOS-3の年齢は66億年と推定されているが、かなりの誤差がある。ベイズ推定により、SPECULOOS-3の質量は0.101 M☉、有効温度は2,800 K (2,530 °C; 4,580 °F) 、光度は8.35×10−6 L☉と算出された。これらの特徴から、SPECULOOS-3は超低温矮星に分類される。超低温矮星は主系列星の末端にある恒星で、温度や光度が低く、大きさは木星に似ている。SPECULOOS-3の自転速度は4.8 km/sで、自転周期は1.34日と予測されている。
シュテファン＝ボルツマンの法則を用いて算出されたSPECULOOS-3の半径は、0.134太陽半径 (93,000 km) である。これにより、SPECULOOS-3は既知のトランジットを起こす惑星を持つ恒星としてはTRAPPIST-1に次いで2番目に小さい恒星となる。大きさは木星と同程度である。見かけの等級は17.8と推定され、肉眼で観測することは不可能である。
SPECULOOS-3は、2005年にLSPM-Northカタログの一部として初めて発見された。このカタログの目的は、北半球の恒星のうち、固有運動が年間0.15"以上、見かけの等級が21mより小さい恒星をリストすることであった。この恒星の三角視差は2014年に初めて測定された。その値は67.5±1.7 masで、距離は14.8パーセク (48 ly) に相当する。しかし、Gaia Data Release 3（2023）では、視差は59.7ミリ秒角と発表され、距離は16.75パーセク (54.6 ly) となった。このことから、SPECULOOS-3は地球に比較的近い場所に存在することが判明している。
SPECULOOS-3のような赤色矮星は最も数が多いタイプの恒星で、銀河系の恒星全体の70%を占めている。寿命は太陽の10倍、1000億年以上と予想されている。

## 惑星系
2024年、トランジット法を用いてSPECULOOS-3の周囲を公転する太陽系外惑星が発見された。SPECULOOS-3bと指定されたこの惑星は、地球とほぼ同じ大きさを持つ地球型惑星で、地球半径の0.98倍である。SPECULOOS-3の周囲を1周するのにかかる時間はわずか約17時間で、その近さゆえに非常に高いレベルの放射を受け、自転と公転の同期が発生している可能性が高い。つまり、惑星の片側が常に昼で、もう片側は常に夜ということになる。この発見はSPECULOOSプロジェクトによって行われ、2024年5月15日に学術雑誌のNature Astronomyにて発表された。
SPECULOOS-3bの質量は測定されていないが、アメリカ航空宇宙局 (NASA) の太陽系外惑星ページでは地球の0.894倍と推定している。平衡温度は約553 K (280 °C; 536 °F) であり、昼側はおそらく固体の岩石で形成されている。この惑星はジェイムズ・ウェッブ宇宙望遠鏡による特性評価に最適なターゲットであるとされており、惑星の鉱物学や大気の存在可能性についてより多くの情報が得られる可能性がある。
| 名称 （恒星に近い順） | 質量 | 軌道長半径 （天文単位） | 公転周期 (日)  | 軌道離心率 | 軌道傾斜角  | 半径           |
| --------------------- | ---- | ----------------------- | -------------- | ---------- | ----------- | -------------- |
| b                     | —    | 0.007330(55)            | 0.71912603(57) | —          | 89.44±0.39° | 0.977±0.022 R⊕ |